# Kemmerer
Kemmerer er en amerikansk by og administrativt centrum for det amerikanske county Lincoln County i staten Wyoming. I 2000 havde byen et indbyggertal på 2.651.

## Ekstern henvisning
- Kemmerers hjemmeside (engelsk)

41°47′22″N 110°32′47″V / 41.7894°N 110.5464°V